# Кристіян Чапалик
Кристіян Чапалик (нар. 3 жовтня 1978) — колишній боснійський тенісист і актор.
Найвищу одиночну позицію світового рейтингу — 272 місце досяг 13 травня 2002, парну — 324 місце — 18 березня 2002 року.